# Supermarine Attacker
De Supermarine of Vickers-Supermarine Attacker was een eenpersoons straaljager in de vroege jaren 1950 gebruikt door de Fleet Air Arm van de Britse marine, voor operaties vanaf vliegdekschepen. Het was de eerste straaljager van de FAA.

## Ontwikkeling
Het toestel werd ontworpen in antwoord op Air Ministry Specification E.10/44 uit 1944, bedoeld om op korte termijn een straaljager te ontwikkelen uitgerust met de Rolls-Royce Nene turbojet, op dat moment de krachtigste turbojet in de wereld. Er werden drie prototypes besteld, waarvan het eerste vloog op 27 juli 1946. Het tweede en derde prototype waren bestemd voor de marine.
De Attacker was van metalen constructie, voornamelijk aluminiumlegering, en had een intrekbaar landingsgestel met een bestuurbaar staartwiel. Het eerste prototype had het intrekbare onderstel van de Spiteful, terwijl de marine-exemplaren het bredere onderstel van de Seafang kregen. Alleen de vleugeltippen waren opklapbaar. De Attacker kreeg de vleugel met laminaire stroming van de Spiteful. De motor was centraal geplaatst, met de brandstoftank tussen de cockpit en de motor. De Attacker kon ook een grote externe, afwerpbare brandstoftank van 270 gallon meenemen die onderaan tegen de romp was bevestigd. Het toestel was uitgerust met een schietstoel.
De Royal Air Force besloot het toestel niet aan te kopen en de Attacker kwam alleen in dienst bij de Fleet Air Arm. In oktober 1948 werd de eerste productieversie besteld, de Attacker F.1 waarvan er vijftig werden gebouwd. Van de Attacker FB.1 werden twaalf exemplaren gebouwd; deze was uitgerust om bommen of raketten onder de vleugels mee te nemen. De meestgebouwde variant werd de Attacker FB.2, waarvan 84 exemplaren zijn gebouwd. Die had een nieuwe versie van de Nene en acht ophangpunten onder de vleugels voor bommen of raketten. 
In 1952/1953 werden ook 36 exemplaren van de landversie van de Attacker geleverd aan Pakistan.
De Attacker had slechts een korte carrière in actieve dienst bij de FAA. Het toestel had last van heel wat kinderziekten en de F.1 kwam pas in augustus 1951 in dienst. In 1954 werd het type reeds uit de eerstelijneskaders verwijderd en vervangen door de modernere Hawker Seahawk en de Havilland Sea Venom. Het toestel werd in geen enkel conflict ingezet. De Royal Naval Volunteer Reserve gebruikte het nog enkele jaren daarna en in Pakistan diende de Attacker nog tot circa 1960.

## Externe link

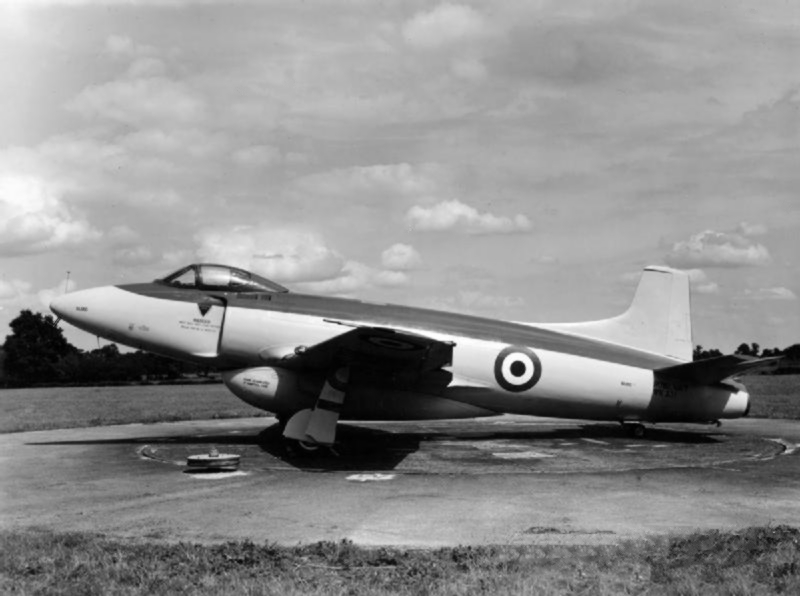
Attacker FB.2 met de externe brandstoftank